# روديك صاحبداد
روديك صاحبداد (بالفارسية: رودیک صاحبداد) هي قرية تقع في قسم نغور الريفي (مقاطعة تشابهار) في إيران. يقدر عدد سكانها بـ 29 نسمة بحسب إحصاء 2016.